# Tayna (rapper)
Tayna, pseudonimo di Doruntina Shala (Prizren, 11 luglio 1996), è una rapper e cantante kosovara.
È considerata una delle principali cantanti e rapper in lingua albanese.

## Biografia
È nata a Prizren, Kosovo; irrompe sulla scena musicale in lingua albanese col successo mondiale Columbiana, col quale supera in pochi mesi 50 milioni di visualizzazioni su YouTube.
Nell'agosto 2018, è protagonista al Sunny Hill Festival di Prishtina con altri famosissimi performer internazionali come Action Bronson, Martin Garrix e Dua Lipa.
Nel 2018 viene nominata personalità dell'anno da Privè.
Nel febbraio 2019, Shala ha pubblicato il singolo Ring Ring, che ha raggiunto l'ottava posizione nelle classifiche albanesi. Il brano è stato seguito da due altri singoli entrati nella top 10: Kce e Caliente, quest'ultimo in collaborazione con il produttore albanese Cricket.
Nell'agosto dello stesso anno, ha collaborato con i rapper albanesi Lyrical Son e MC Kresha per il brano Pasite, che ha raggiunto la prima posizione in Albania e si è classificato al numero 155 nella classifica Spotify in Svizzera.
Successivamente, la collaborazione con la cantante albanese-kosovara Dafina Zeqiri nel brano Bye Bye ha anch’essa raggiunto la vetta delle classifiche nel suo paese d'origine. I singoli successivi  Sicko e Sorry  hanno riscosso successo in Albania, classificandosi rispettivamente al secondo e al tredicesimo posto nelle classifiche locali.
Nel giugno 2019, Shala ha firmato un contratto biennale con la compagnia kosovara di caffè Devolli Corporation.

### 2020–presente: Disturbo bipolare e successo continuo
Nel gennaio 2020, Shala ha collaborato con il rapper kosovaro-albanese Mozzik per il singolo Edhe ti, che ha ottenuto un notevole successo commerciale in Albania e nei territori di lingua tedesca.
Nel luglio 2020, ha firmato un contratto discografico con una sussidiaria tedesca della Sony Music.  Dopo Bass, il singolo Qe Qe ha raggiunto la nona posizione in Albania e la 45ª in Svizzera.
Nel gennaio 2021, ha pubblicato il singolo Moona in collaborazione con il rapper franco-algerino L'Algérino, classificandosi all’83º posto in Svizzera. Un’altra collaborazione è seguita nel giugno 2021 con l’uscita di Ti harro, insieme al rapper tedesco-albanese Azet.
Nello stesso mese, Shala è stata scelta come volto principale della collezione estiva Playboy x DEF, promossa dalla filiale tedesca di Playboy in collaborazione con il marchio tedesco di streetwear DefShop.
Nel novembre 2021, ha collaborato nuovamente con Ledri Vula al singolo Hala, che ha raggiunto la posizione numero 55 nelle classifiche svizzere.
Il suo video più visualizzato su YouTube è Bye Bye, il singolo del 2021 in collaborazione con Dafina Zeqiri, che ha superato 84 milioni di visualizzazioni.
Dedicato alle donne albanesi, Heroinat è stato pubblicato il 28 novembre 2021 come singolo di apertura del suo album di debutto in studio Bipolar, in concomitanza con la Giornata dell'Indipendenza dell'Albania. OFG è stato pubblicato come secondo singolo dell'album nel dicembre 2021.
Nel giugno 2024, Tayna ha pubblicato il suo singolo di ritorno Si Ai. Il brano è diventato virale su TikTok e altre piattaforme, portando l'artista a conquistare un nuovo pubblico.
In seguito a una controversa rottura con il suo manager, la canzone è stata temporaneamente rimossa dalle piattaforme di streaming, ma è stata ripubblicata dopo alcune settimane, a seguito di un accordo reso pubblico tra le parti.
Si Ai, singolo del 2024, è il brano più ascoltato in streaming di Tayna, con oltre 67 milioni di riproduzioni solo su Spotify.

## Artisticità
Lo stile musicale di Shala è stato spesso associato al hip hop e all’R&B, sebbene la sua musica comprenda anche altri generi come il reggaeton e la dance. È appassionata di letteratura e ha più volte espresso il suo amore per la lettura e per i libri che hanno avuto un’influenza significativa nella sua vita.
Mescolando generi come rap-pop, R&B alternativo, etno-elettronica e afrobeats, lo stile dell’artista unisce l’energia urbana alla vulnerabilità lirica, mettendo in risalto la sua presenza vocale, la profondità dei testi, la direzione artistica, la narrazione visiva e le melodie dal tono spirituale.

## Vita privata
Tayna vive a Prishtina. Parla fluentemente inglese e albanese e possiede una buona conoscenza dello spagnolo e del tedesco.
È la fondatrice della Fondazione Tayna, che si propone di sostenere e valorizzare i giovani e le comunità attraverso l’istruzione, il giornalismo, l’arte e la cultura. Nel 2025, la fondazione ha donato oltre 25.000 euro per la creazione di un laboratorio di giornalismo mobile e podcast presso l’Università di Prishtina.
Tayna lavora come artista indipendente, operando attraverso la propria etichetta discografica, Pendragon.

## Discografia

### Album in studio
- 2023 – Bipolar

### EP
- 2025 – Tayna New Year Edition

### Singoli
- 2018 – Columbiana (con Don Phenom)
- 2018 – Shqipe
- 2018 – Fake
- 2018 – Doruntina
- 2018 – Pow Pow
- 2018 – Aje (con Ledri Vula)
- 2019 – Ring Ring
- 2019 – Kce
- 2019 – Caliente (con Cricket)
- 2019 – Pasite (con Mc Kresha & Lyrical Son)
- 2019 – Bye Bye (con Dafina Zeqiri)
- 2019 – Sicko
- 2019 – Sorry
- 2020 – Edhe ti (con Mozzik)
- 2020 – A jo
- 2020 – Bass
- 2020 – Qe qe
- 2020 – Johnny
- 2021 – Moona (con L'Algérino)
- 2021 – Magdalena (con Flori Mumajesi e Cricket)
- 2021 – WTF (con Ivorian Doll)
- 2021 – Ti harro (con Azet)
- 2021 – Hala
- 2022 – Alpha e Omega (feat. Marin)
- 2022 – Pare (con Butrint Imeri e Mozzik)
- 2022 – Tequila (con Azet)
- 2022 – Valle (con Lumi B)
- 2022 – Teket
- 2022 – Anaconda (con Kidda)
- 2023 – Merri
- 2023 – Kalle
- 2023 – Xhelozi
- 2023 – Shqipet 2
- 2023 – O jetë (con Ardian Bujupi)
- 2024 – Unaza (con Bardhi)
- 2024 – Si ai
- 2024 – Vetëdija
- 2024 – U bo kohe (con Varrosi e Noizy)
- 2024 – Hotel California (con Light)
- 2024 – Folem pak
- 2024 – Na 2 (con Loredana)
- 2024 – Obsesion
- 2025 – Amal
- 2025 – Thana
- 2025 – Lot (con Butrint Imeri)
- 2025 – Kitara (con Ylli Limani)
- 2025 – Uje
- 2025 – Tint (con Mc Kresha & Lyrical Son)
- 2025 – Late night (con Summer Cem, Geenaro & Ghana Beats)